# 日本カーベキュー
日本カーベキューとは、かつて千葉県船橋市日の出町の埋立地で操業していた廃車処理プラント事業者である。車を回転させながら丸焼きにするところがバーベキューに似ていることからカーベキューと命名された。

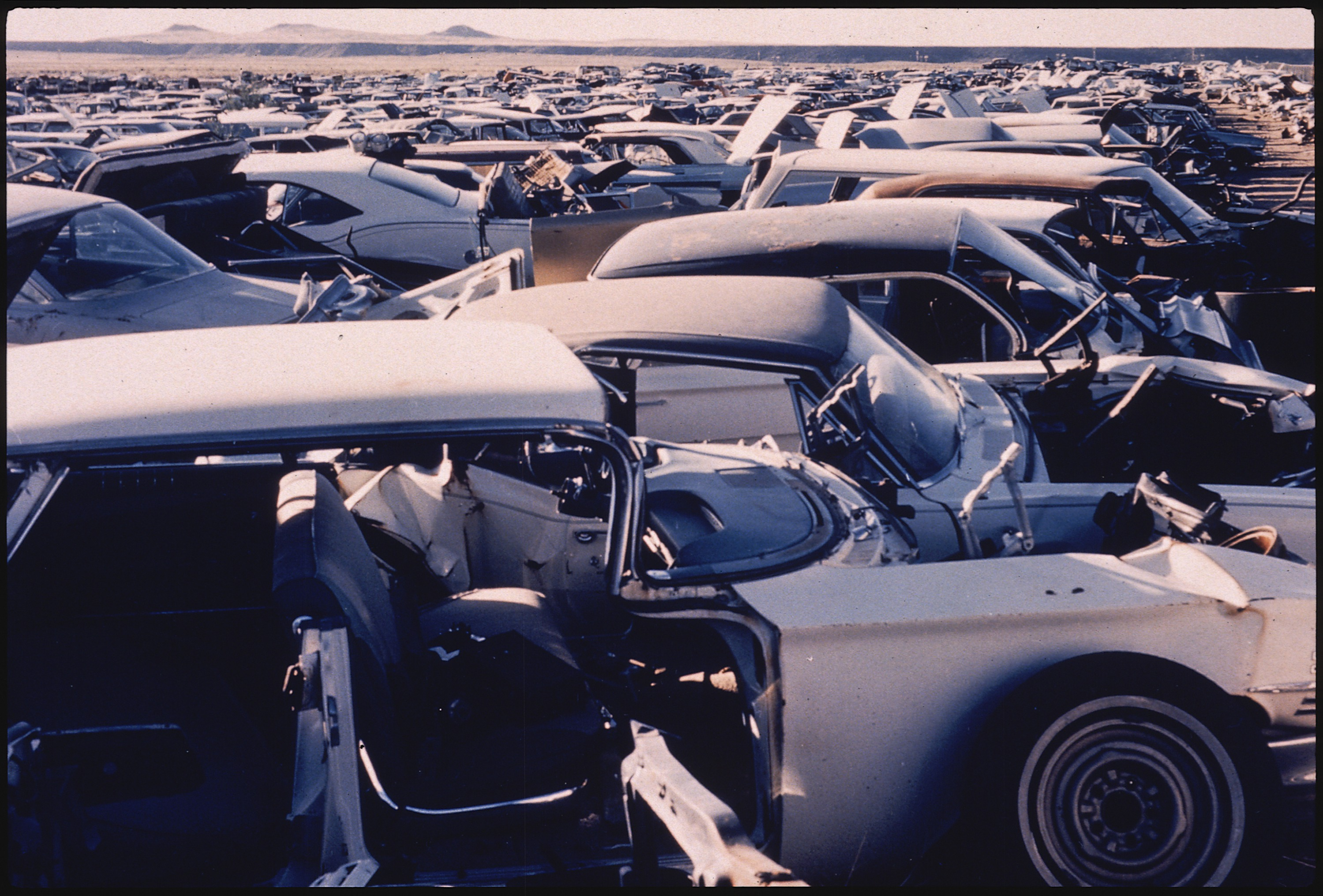
廃車が野積みされたスクラップヤード（アメリカの例）

この会社は油圧プレス機メーカーの手塚興産、商社の兼松、アメリカのスクラップ業者ハイマン・マイケル社が出資して資本金1500万円で設立された。工場建設費は9,000万円で1965年に操業を開始した。
昭和40年代には自家用車の普及によりモータリゼーションが進み、廃車のスクラップ処理が産業廃棄物として社会問題になりつつあった。車が燃やされプレス機で潰される姿にはインパクトがあり、映画やテレビドラマなどの映像作品のロケにしばしば使用された。
クラッシャーで廃車を細かく裁断して磁石で分別するシュレッダー式と比べるとスクラップ鉄の純度が低いとされ、廃車の処理方式としては普及しなかった。大気汚染の問題もあり、カーベキュー方式の廃車処理プラントは1973年の時点ですべて操業を停止している。

## スクラップ工程の概要
- エンジン、ゴムタイヤ、特殊金属であるスプリング、シャフト、銅線を事前に取り外す。
- 車体を台車に載せて焼却室（カーベキュー室）へ移動し、摂氏約600度の予熱で塗装や内装材を焼く。
- フォークに似たチャッキング・デバイスで車体を固定し、1,200度の重油バーナーの炎で焼く。
- 焼きながら炉内で車体を回転させ、銅やアルミ、マグネシウムなどの溶けた非鉄金属を遠心分離作用で分別する。
- 炉から取り出した車体をプレス機で圧縮して1立方メートル程度[2]の鉄塊（バンドル）にする[1]。

## 工程能力
従来はガス切断を使って人手で自動車を解体しており、2人がかりで1日1台のペースであった。カーベキューは5人の作業者で1日50台を処理する能力があり、人件費の大幅な削減を可能とした。1966年時点では廃車の集荷が難しく、月間300台前後を処理して300トン程度の鉄屑生産に留まっていた。そのため「ポンコツ車ひきうけます」というキャッチコピーでテレビCMも行っている。1970年には廃車の量も増え、フル操業で1日60台を処理してもさばききれない状態になっていた。

## カーベキューの発明者
発明者の手塚国利は油圧プレス機や公害防止機器メーカー手塚興産のアイデア社長として知られていた。手塚興産のプレス機「ワンコロプレス」は映画『007/ゴールドフィンガー』で自動車がペッタンコに潰されるシーンでも使用されている。手塚はプレス機の輸出商談でフィリピンに渡った際、ガルシア元大統領が列席した歓迎パーティで丸焼きのブタでもてなされた。その際、火で炙られグルグル回るブタから滴り落ちる油を見て廃車処理における非鉄金属の分離方法を思いついたのが原点だという。
手塚は昭和40年代にカーベキュープラントの開発用に集めたポンコツ車を使って江東区南砂町に無免許で実車を運転できる「テヅカサーキット」や自動車練習場を開き、練習用の自動車を有効活用したレンタカー会社「テヅカレンタカー」も創業している。このテヅカレンタカーは1969年に京都レンタカー、吉田観光自動車と３社の出資でニッポンレンタカーサービスを設立し、ニッポンレンタカーの母体になった。
手塚興産は日本カーベキューの親会社だったが、鉄くず価格の暴落とゴミ処理装置の受注途絶により1976年10月に会社更生法を適用、事実上倒産した。その後更生計画に基づいて再建が行われたが、その途上で裁判所に無断で振り出した手形が不渡りになり、1992年に再び倒産した。手塚興産の業務は森田ポンプ株式会社環境事業部が引き継いだ。

## 日本カーベキュー以外のカーベキュー
手塚興産は自社以外のスクラップ事業者にカーベキュー方式の処理プラントを販売し、船橋以外にも大阪府堺市などに工場が設けられた。また、1966年時点ではクウェート向け1基、アメリカ向け3基のプラント輸出の商談が成立していた。

## 日本カーベキューが登場する映像作品

### 映画
- 1966年 日活 『東京流れ者』[15]
- 1967年 日活 『七人の野獣』[16]

### テレビドラマ
- 1967年 東宝 『太陽のあいつ』 9話「スタントカー大混乱！」協力：豊島園、手塚サーキット、日本カーベキュー[17]

ほか多数